# Pieniluoto (ö i Norra Karelen, Joensuu)
Pieniluoto är en ö i Finland. Den ligger i sjön Höytiäinen och i kommunen Kontiolax i den ekonomiska regionen  Joensuu ekonomiska region  och landskapet Norra Karelen, i den sydöstra delen av landet, 400 km nordost om huvudstaden Helsingfors. Öns area är 0,4 hektar och dess största längd är 180 meter i sydväst-nordöstlig riktning.